# جاورسینه
جاورسینه، روستایی از توابع بخش مرکزی شهرستان کنگاور در استان کرمانشاه ایران است.

## جمعیت
این روستا در دهستان قزوینه قرار دارد و براساس سرشماری مرکز آمار ایران در سال ۱۳۸۵، جمعیت آن زیر سه خانوار بوده‌است.